# Ōsakishimo-jima
Ōsakishimo-jima (japanisch 大崎下島) ist eine Insel in der japanischen Seto-Inlandsee. Sie liegt innerhalb des Verwaltungsgebiets der Stadt Kure in der Präfektur Hiroshima.

## Geographie
Ōsakishimo-jima ist Teil der Geiyo-Inseln. Die Insel hat eine Fläche von 17,82 km² bei einem Umfang von 26 km. Die höchste Erhebung der Insel liegt auf 449 m. Es bestehen Brückenverbindungen zu den bewohnten Nachbarinseln Okamura-jima im Osten und Toyoshima im Westen. Okamura-jima im Osten gehört zur Präfektur Ehime. Es gibt 6 Dörfer auf Ōsakishimo-jima: Ōchō (大長), Mitarai (御手洗), Okitomo (沖友), Ōhama (大浜), Kubi (久比) und Tachibana (立花).
Im Jahr 2020 zählte die Bevölkerung 1593 Einwohner. Dies entspricht einer Bevölkerungsdichte von 89 Einw./km². Die demographische Entwicklung war rückläufig gegenüber einer Einwohnerzahl von 3696 im Jahr 1995.
| Jahr          | 1995 | 2000 | 2005 | 2010 | 2015 | 2020 |
| ------------- | ---- | ---- | ---- | ---- | ---- | ---- |
| Einwohnerzahl | 3696 | 3233 | 2897 | 2505 | 2068 | 1593 |

## Kultur und Sehenswürdigkeiten

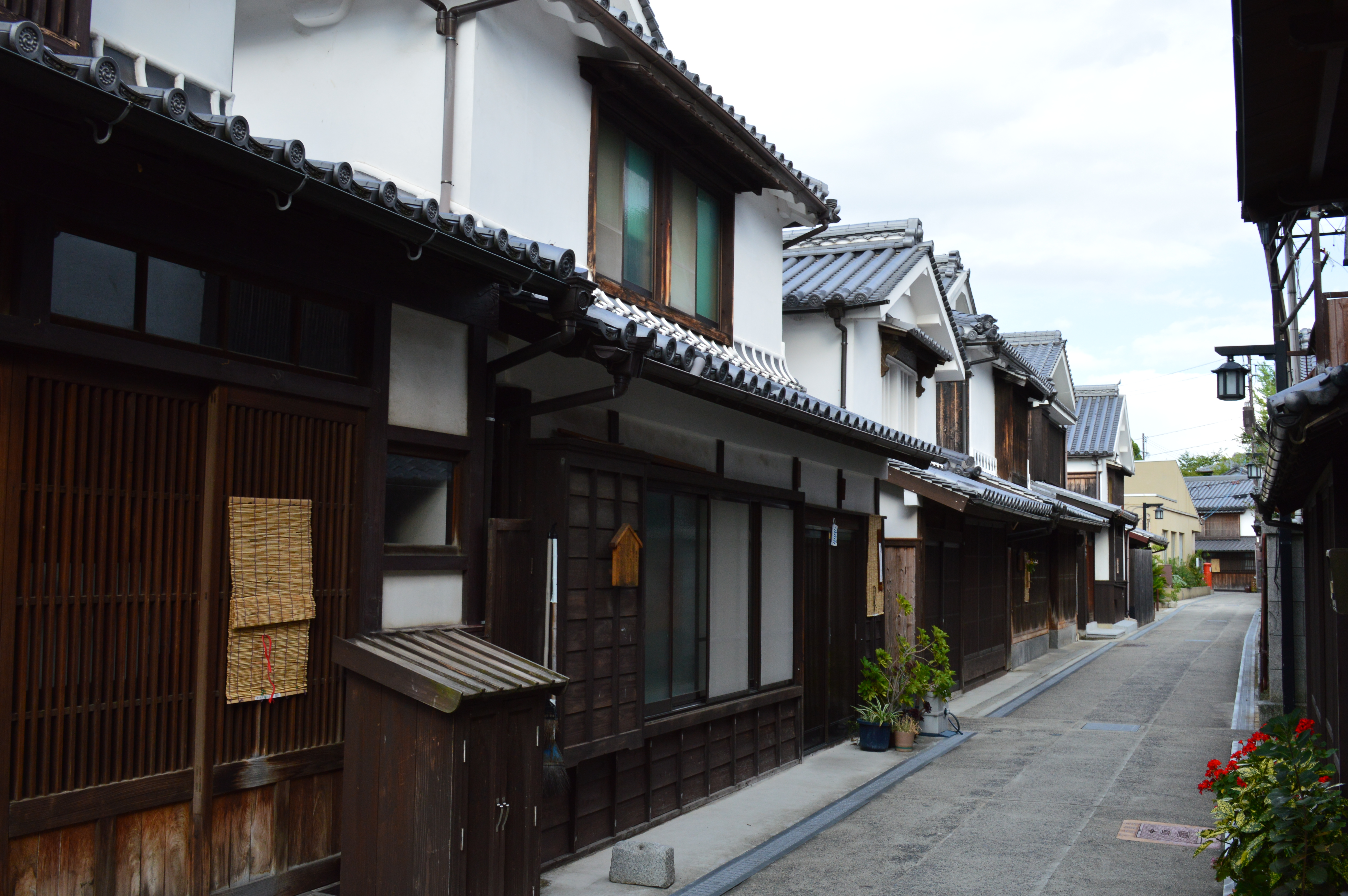
Straße durch altes Häuserviertel in Mitarai

Die Insel liegt innerhalb der Grenzen des Setonaikai-Nationalparks. Dieser wurde 1934 als einer der ersten Nationalparks Japans gegründet. Im Westen der Insel liegt am Fuß der Toyohama-Brücke der Brücken-Gedenkpark. Der Sportpark mit einer Fläche von etwa 30.000 m² wurde zum Gedenken an den Brückenbau errichtet. Im Park befindet sich unter anderem ein Klettergerüst mit einer Höhe von 13,2 m und einer Breite von 15,5 m. Das Dorf Mitarai auf der Ostseite der Insel enthält noch ein historisches Viertel aus der Edo-Zeit. Es wurde am 4. Juli 1994 als nationaler „wichtiger geschützter Bezirk“ nach dem Kulturgutschutzgesetz ausgewiesen. Seit 8. April 2003 national als materielles Kulturgut registriert sind das Hauptgebäude des Hida-Wohnsitzes (飛弾家住宅主屋) und dessen Kannon-Tempel (飛弾家住宅観音堂), Lagerhaus (飛弾家住宅蔵), ein freistehendes Wohnhaus (飛弾家住宅離れ) und Kuramon (飛弾家住宅蔵門).

## Verkehr

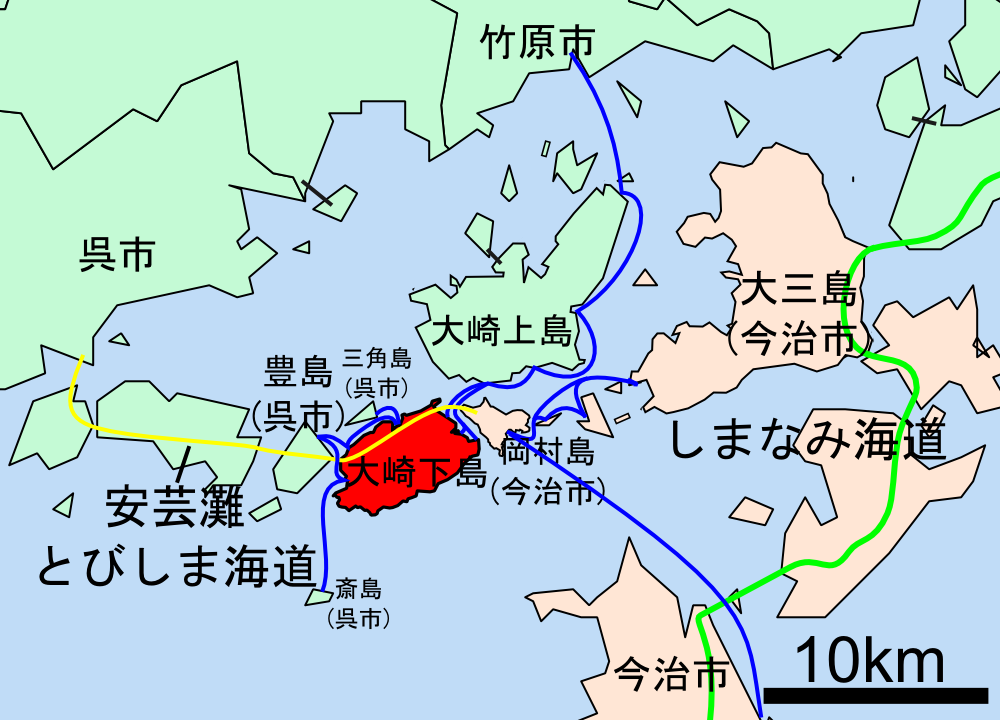
Verkehrsverbindungen nach Ōsakishimo-jima

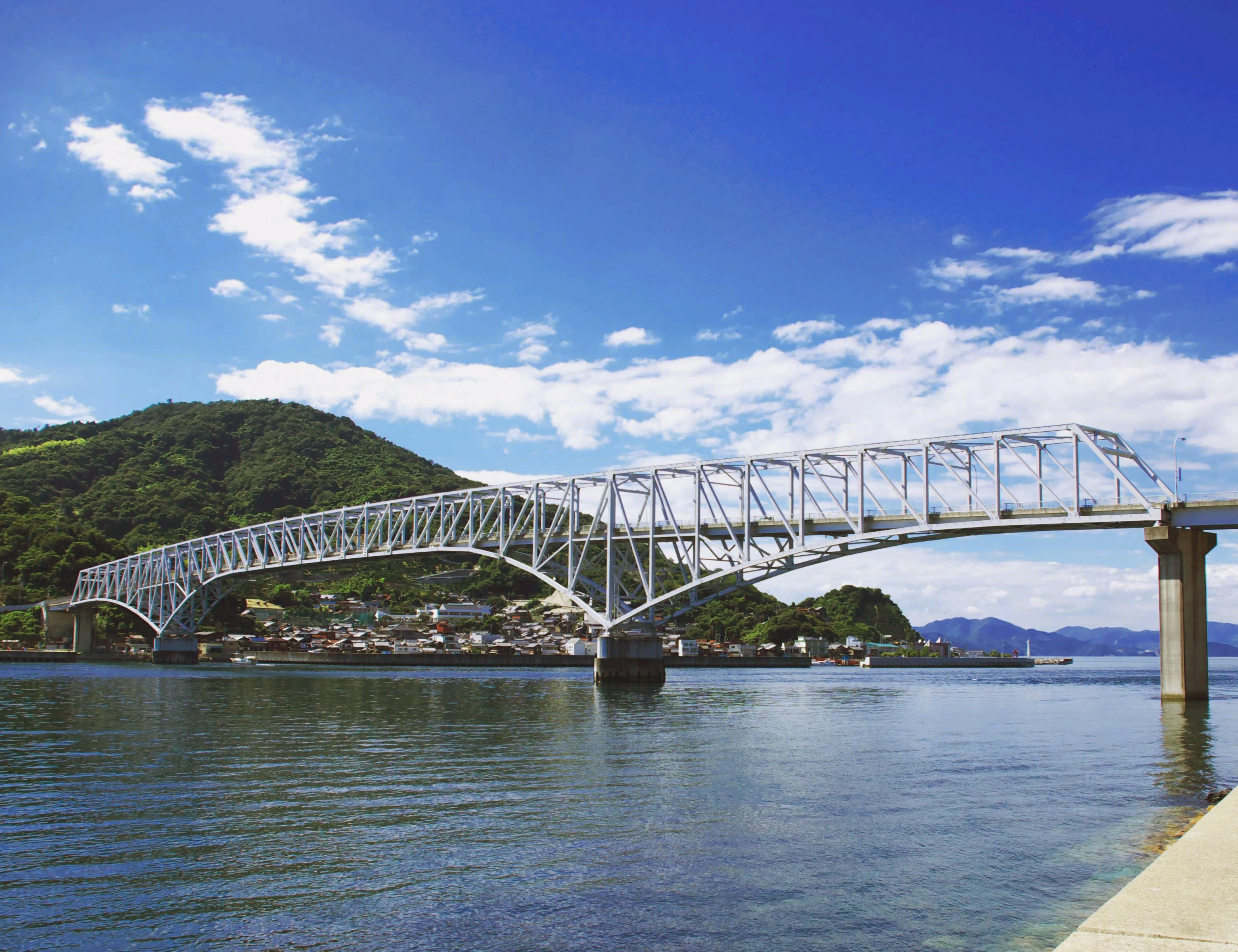
Toyohama-Brücke

Rund um die Insel verläuft die Präfekturstraße 355.
Die Insel ist über die Toyohama-Brücke (豊浜大橋) mit der westlichen Nachbarinsel Toyoshima verbunden. Die 543 m lange Fachwerkbrücke wurde 1992 fertiggestellt. Von Toyoshima aus führen weitere Brücken der Akinada-Tobishima-Straße nach Kure auf der Hauptinsel Honshū. Nach Osten führt dagegen die Heira-Brücke (平羅橋) zunächst zur 0,15 km² großen, unbewohnten Insel Heira-jima (平羅島) und von dort die Nakanoseto-Brücke (中の瀬戸大橋), eine seit 1998 bestehende 251 m lange Bogenbrücke, zur 0,18 km² großen Insel Nakanoshima (中の島). Dort verbindet die im Jahr 1998 eröffnete, 228 m lange Okamura-Brücke (岡村大橋) schließlich mit Okamura-jima. Es bestehen auch Fähr- und andere Bootsverbindungen zu Nachbarinseln.